# Jens Kämmerling
Jens Kämmerling (* 7. September 1971 in Hannover) ist Veterinärmediziner und Direktor des Tierparks Cottbus.

## Leben
Jens Kämmerling wurde am 7. September 1971 in Hannover geboren, wuchs in West-Berlin auf und interessierte sich früh für die Tiergärtnerei. Nach tierpflegerischen Praktika im Zoologischen Garten Berlin und im Zoo Krefeld studierte er an der Freien Universität Berlin von 1991 bis 1997 Veterinärmedizin. An der Tierklinik für Geburtshilfe in Berlin-Mitte schrieb er seine im Jahr 2002 zum Abschluss gebrachte Dissertation zum Thema Einflüsse auf Geburten bei Mutterkühen.
Seinen Zivildienst leistete er ab 1. März 1998 im Tierpark Nordhorn. Zu seinen Aufgaben gehörte die Betreuung von verletzten Wildtieren und Landschaftspflege mit Schafen und Rindern. Nach Beendigung des Zivildienstes blieb er 1999 als Zootierarzt beim Tierpark Nordhorn. Er bekleidete dort auch die Funktion des stellvertretenden zoologischen Leiters.
Am 1. Juli 2002 wurde er dann als Nachfolger des langjährigen Direktors des Tierparks Cottbus, Klaus-Jürgen Jacob, berufen. In seiner Amtszeit wurde die stetige Modernisierung dieses Parks fortgesetzt. So wurde 2003 der zweite Bauabschnitt des Raubtieraußengeheges fertiggestellt. Es entstand im Jahr 2004 die Katta-Anlage, das Pampashasen-Gehege, ein Stall für die Kamele und ein neues Wirtschaftsgebäude. 2005 wurde die Elefantenanlage umgebaut und eine Großvoliere für die Störche errichtet.

## Werke
- Der Tierpark Cottbus, Cottbus 2004, ISBN 3-937503-09-9